# Javesella alpina
Javesella alpina är en insektsart som först beskrevs av Sahlberg 1871.  Javesella alpina ingår i släktet Javesella och familjen sporrstritar. Arten är reproducerande i Sverige. Inga underarter finns listade i Catalogue of Life.